# Porto Santo Stefano
Porto Santo Stefano es la capital del municipio de Monte Argentario, provincia de Grosseto, en la Toscana. Pueblo con encanto junto al mar, en la costa norte del Argentario y equipado puerto deportivo y comercial. Pasa por alto una bahía dominada por los enormes pilares de las fortalezas españolas. Hoy en día es un destino turístico muy popular.

## Historia
Porto Santo Stefano, situado en el norte de Monte Argentario, es el mayor centro de este promontorio. Debido a su ubicación geográfica favorable era frecuentado por los pueblos antiguos que navegaban en el Mediterráneo. Los romanos han dejado sus huellas de su presencia (incluyendo los restos de los baños de Domiciano) y en los documentos indicados Porto S. Stefano con nombres diferentes, incluyendo Portus Portus Trajano y Cetarias. Bajo la dominación de Siena, que es el principio del siglo XV. Porto Santo Stefano se convierte en playa de desembarco de las frecuentes incursiones de piratas berberiscos. En este periodo se construyeron la torre dell'Argentiera en 1442, y algunas torres costeras. El desarrollo del puerto comenzó en 1557 bajo el gobernador español Orejón Núñez de Ávila, con la creación del Estado de los Reales Presidios y la construcción de la fortaleza española. En 1646, fue conquistada por los franceses para ser retomada por los españoles en el mismo año, en 1707 fue conquistada por los austriacos, así como todos los presidios salvo Porto Longone, en 1734 se produjo la conquista de los Borbones y durante este período se registró un aumento demográfico importante con la presencia de muchas familias de Campania, la isla de Elba y la costa de Liguria. En 1801 se incorporó a la Reino de Etruria y en 1815 por el Tratado de Viena fue unido al Gran Ducado de Toscana. En 1842 el Gran Duque Leopoldo II de Toscana, estableció la comunidad de Monte Argentario, en Porto Santo Stefano y Porto Ercole fue la capital de la fracción. Finalmente en el año 1861 con toda la Toscana se convirtió en parte de la Reino de Italia. (Hecho histórico fue el resto de Garibaldi y los Mil el 9 de mayo de 1860 durante el traslado de ida desde Quarto en Marsala). La fortaleza es el edificio más importante del lugar, fue construido durante el reinado de los españoles y tenían funciones de observación del mar. Para recordar la destrucción total de la ciudad durante los bombardeos de 1944, cuando estaban de pie en la misma fortaleza, la torre de la iglesia y algunas casas de algunos otros. Hasta el final del Segunda Guerra Mundial, las fuentes principales de la economía santostefanese estuvieron representados la agricultura, la pesca y la navegación. A partir de los años sesenta, en cambio, ha desarrollado considerablemente el turismo que viene a ser el recurso principal en la economía de la zona.

## Lugares de interés
- Iglesia de San Esteban, construida por los españoles en el siglo XVII, fue reconstruida a mediados del siglo XX.
- Iglesia de la Inmaculada
- Complejo fortaleza española construida por los españoles en el siglo XVI y finales del siglo XVII temprano, después de Porto Santo Stefano pasó a formar parte del Estado de los Reales Presidios.

## Cultura

### Museos
En la fortaleza española alberga la exposición permanente de los "Maestri d'ascia", dedicado a los artesanos constructores de buques y barcos de pesca, y la exhibición de "Memorias sumergidas", ajuste a la evidencia encontrada en las aguas que rodean el monte Argentario.
En el paseo marítimo, se encuentra el Centro de Aprendizaje de Biología Marina.

### Fiestas populares
Entre los eventos que tienen lugar en Porto Santo Stefano, uno de los más importantes es el Palio Marinaro. Un evento anual que se celebra la regata de remo (4000 m), con embarcaciones típicas el 15 de agosto. El Palio, se inició en 1937. 